# كاستانيولي مونفيراتو
كاستانيولي مونفيراتو (بالإيطالية: Castagnole Monferrato)‏ هي بلدة وبلدية في مقاطعة أستي في إقليم بييمونتي في جنوب إيطاليا.

## السكان
في سنة 1861 بلغ عدد السكان 2٬331 نسمة، وتطور العدد ليصل في سنة 2011 لـ 1٬271 نسمة.
يظهر هذا المخطط البياني تطور النمو السكاني لـ كاستانيولي مونفيراتو